# Max Wilhelm Götzinger
Maximilian Wilhelm Götzinger (auch Maximilian Götzinger; * 14. November 1799 in Neustadt in Sachsen; † 2. August 1856 in Bad Oeynhausen) war ein deutsch-Schweizer Germanist und Gymnasiallehrer.

## Leben
Götzinger war Sohn des Pastors und Heimatforschers Wilhelm Leberecht Götzinger und Enkel des Theologen Johann Karl Götzinger. Er absolvierte von 1813 bis 1818 das Gymnasium in Bautzen. Anschließend studierte er von 1818 bis 1821 Theologie an der Universität Leipzig. Danach wirkte er als Hauslehrer in Buchholz bei Annaberg.
Götzinger wurde 1824 Lehrer der deutschen Sprache und Literatur am Institut Hofwil bei Philipp Emanuel von Fellenberg. 1827 wechselte er in gleicher Funktion an das Gymnasium Schaffhausen. 1837 wurde ihm außerdem eine Professur am dortigen Collegium humanitatis übertragen, einer höheren Bildungseinrichtung, die zwischen dem Gymnasium und der Universität stand. Nachdem ihm um 1850 die Hand erlahmte, musste er 1851 beide Lehrämter aufgeben. Seine schriftstellerische Arbeit führte er zunächst mit der linken Hand, dann diktierend fort.
Götzinger schrieb viele in den Schulen gebrauchte Werke. Er bemühte sich um die Hebung des Stellenwerts der deutschen Sprache in den höheren Lehranstalten. Außerdem war ihm die Erforschung deutscher Dialekte ein Anliegen. Er war Mitarbeiter am Grimmschen Wörterbuch. Mit dem Germanisten Wilhelm Wackernagel aus Basel war er freundschaftlich verbunden. Auch stand er in Kontakt zu Ludwig Uhland und Joseph von Laßberg.
Götzinger wurde 1836 mit der Ehrenbürgerwürde Schaffhausens und am 2. November 1838 mit der Ehrendoktorwürde der Universität Basel (Dr. phil. h.c.) geehrt. Erst 1841 erhielt er in Schaffhausen das ordentliche Stadtbürgerrecht, wobei seine Verdienste um die Jugend der Stadt Berücksichtigung fanden. In diesem Zuge wurde ihm durch die Weberzunft das Ehrenzunftrecht erteilt.
Götzinger starb bei einem Kuraufenthalt in Bad Oeynhausen und wurde dort beigesetzt.
Der Germanist Ernst Götzinger war sein Sohn.
Der Geologe Karl Götzinger war ein Neffe.

## Werke (Auswahl)
- Dichtersaal: auserlesene deutsche Gedichte zum Lesen, Erklären und Vortragen in höhern Schulanstalten, Ziegler, Zürich 1832.
- Die deutsche Sprache und ihre Literatur, 3 Bände, Hoffmann, Stuttgart 1836–1839.
- Die Anfangsgründe der deutschen Rechtschreibung und Satzzeichnung in Regeln und Aufgaben, 2 Bände, 3. Auflage, Hartknoch, Leipzig 1837.
- Deutsche Dichter: Für Freunde der Dichtkunst überhaupt und für Lehrer der deutschen Sprache insbesondere, 2 Bände, 2. Auflage, Hartknoch, Leipzig 1844–1846.
- Deutsches Lesebuch für Gymnasien und Realschulen: eine Auswahl von Prosastücken und Dramen, 2 Bände, Hurter, Schaffhausen 1852.
- Stylschule zu Übungen in der Muttersprache: eine Sammlung stufenmäßig geordneter Aufgaben und Arbeitsentwürfe für höhere Anstalten, 2 Bände, Hurter, Schaffhausen 1854–1855.
- Deutsche Sprachlehre für Schulen, 8. Auflage, Sauerländer, Aarau 1855.